# Churrasco
Le churrasco est un mot désignant différents aliments ayant en commun les grillades de viande rouge, de poulet ou de porc. 

## Définitions
En Argentine, en Bolivie et en Uruguay, il désigne un steak de bœuf d'épaisseur variable destiné à une personne ; en Argentine, le terme bife,, est également utilisé pour désigner un steak fin (coupé comme pour la milanesa) cuit à la plancha ou au gril. Au Brésil et au Guatemala, il désigne la cuisson d'une variété de viandes (bœuf, poulet, porc) sur un gril. En Espagne, il désigne une découpe obtenue à partir du flanc de bœuf ou de porc coupé transversalement et ne suivant pas la forme de la côte, cuite sur un gril ou sur une plancha. Au Chili, c'est un sandwich composé d'un filet ou de fines tranches de veau cuit à la plancha. En Équateur, c'est un plat composé d'un filet de viande grillé ou frit, accompagné d'un œuf au plat, de frites, de plantains mûrs, de salade et d'avocat.
Le mot est d'origine espagnole et dérive du verbe churrar, d'origine onomatopéique. Il était déjà présent en espagnol vers 1495.

## Caractéristiques
La viande est cuite au barbecue en étant fortement salée. Une fois prête, elle est découpée en lamelles et est consommée avec de la farine de manioc ou du pain. C'est une spécialité culinaire du Portugal, de la Galice, du Brésil, de l'Argentine, de l'Uruguay, de la région orientale de Bolivie, et du Paraguay. Les restaurants servant cette spécialité s'appellent des churrascarias en portugais et churrasquerías en espagnol.

### Argentine

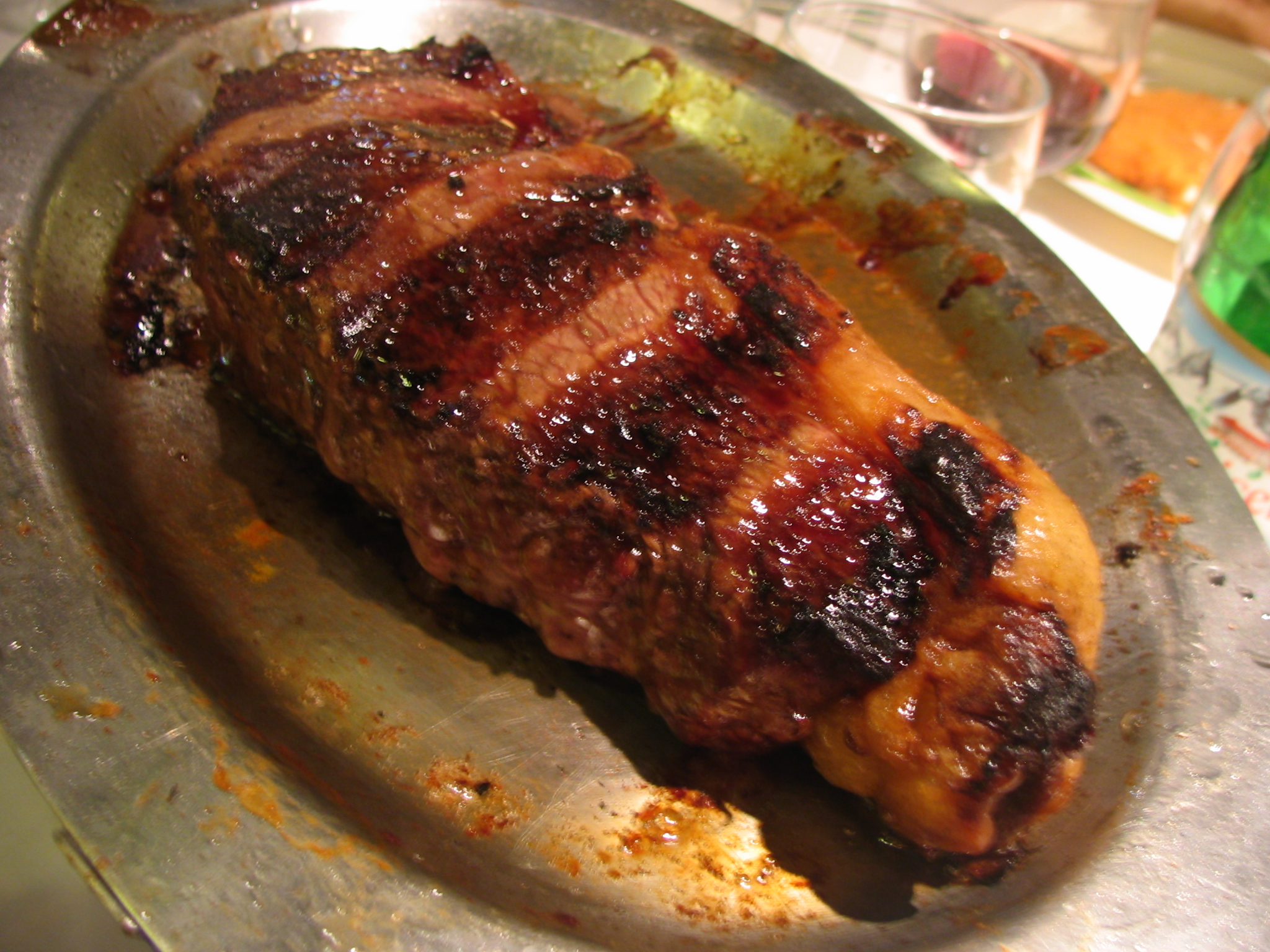
Churrasco argentin, dans ce cas bife de chorizo.

En Argentine, connue comme le « pays du churrasco », le mot churrasco désigne un steak de bœuf tendre, cuit à la plancha ou au gril sur des braises. Il est également appelé bife, bien que certains utilisent les deux mots avec des significations légèrement différentes,.
Bien que les churrascos puissent être cuisinés à partir de nombreux morceaux de bœuf, à condition qu'ils soient tendres, les principales variétés sont le bife de chorizo (sans rapport avec le chorizo), le cheval de bataille de la cuisine argentine, le bife de cuadril, le bife de lomo, le bife angosto et le bife ancho, ces deux derniers étant avec os,.
Le churrasco argentin est généralement cuit sur une plaque de cuisson nervurée très chaude pendant quelques minutes afin de générer une croûte externe (réaction de Maillard) et de garder l'intérieur juteux. Il est servi avec de la purée de pommes de terre, des frites ou une salade de laitue, de tomates et d'oignons. Lorsqu'il est servi avec un ou deux œufs au plat sur le dessus ou à côté, il est appelé bife a caballo. Il peut être accompagné d'une sauce chimichurri, surtout lorsqu'il est grillé.
Une variété spéciale de churrasco est le bife a la criolla, qui est cuit dans un bouillon dans une marmite ou une poêle, avec des pommes de terre, des tomates et des oignons.

### Bolivie
En Bolivie, il est grillé et généralement servi avec du yucca bouilli et du riz battu au fromage. Aucune sauce ou condiment ne sont généralement ajoutés, juste une pincée de sel et parfois du citron.

### Brésil et Guatemala
Au Brésil, le churrasco, appelé asado dans le Río de la Plata ou barbacoa dans les autres pays hispanophones, comprend du bœuf, du porc et du poulet, et est souvent accompagné de morceaux de chorizo criollo. Les restaurants spécialisés sont appelés churrascarías. Une modalité caractéristique est le churrasco al espeto, dans lequel la viande est percée par un long fer, qui est placé à une courte distance des charbons, afin de tourner la viande sur elle-même pendant qu'elle cuit. Le mot a la même signification au Guatemala.

### Chili
Au Chili, le churrasco désigne les minces filets de bœuf avec lesquels sont confectionnés les sandwichs du même nom, qui sont faits sur du pain à fricassée, du pain pétri, du pain battu, de la marraqueta ou de l'hallulla. Lorsqu'il est fait sur du pain de table ou du pain de langue (le pain du sandwich complet), il est appelé as. Habituellement, le sandwich comprend également de l'avocat et de la tomate.

### Équateur
En Équateur, c'est un plat dans lequel le steak est accompagné de frites, de riz blanc, d'un œuf au plat, d'une salade d'avocats, de tomates et d'oignons. Il est généralement servi avec de la viande grillée, mais on peut aussi le trouver avec de la viande en ragoût, surtout sur la côte. Il est très typique de la cuisine équatorienne.

### Espagne

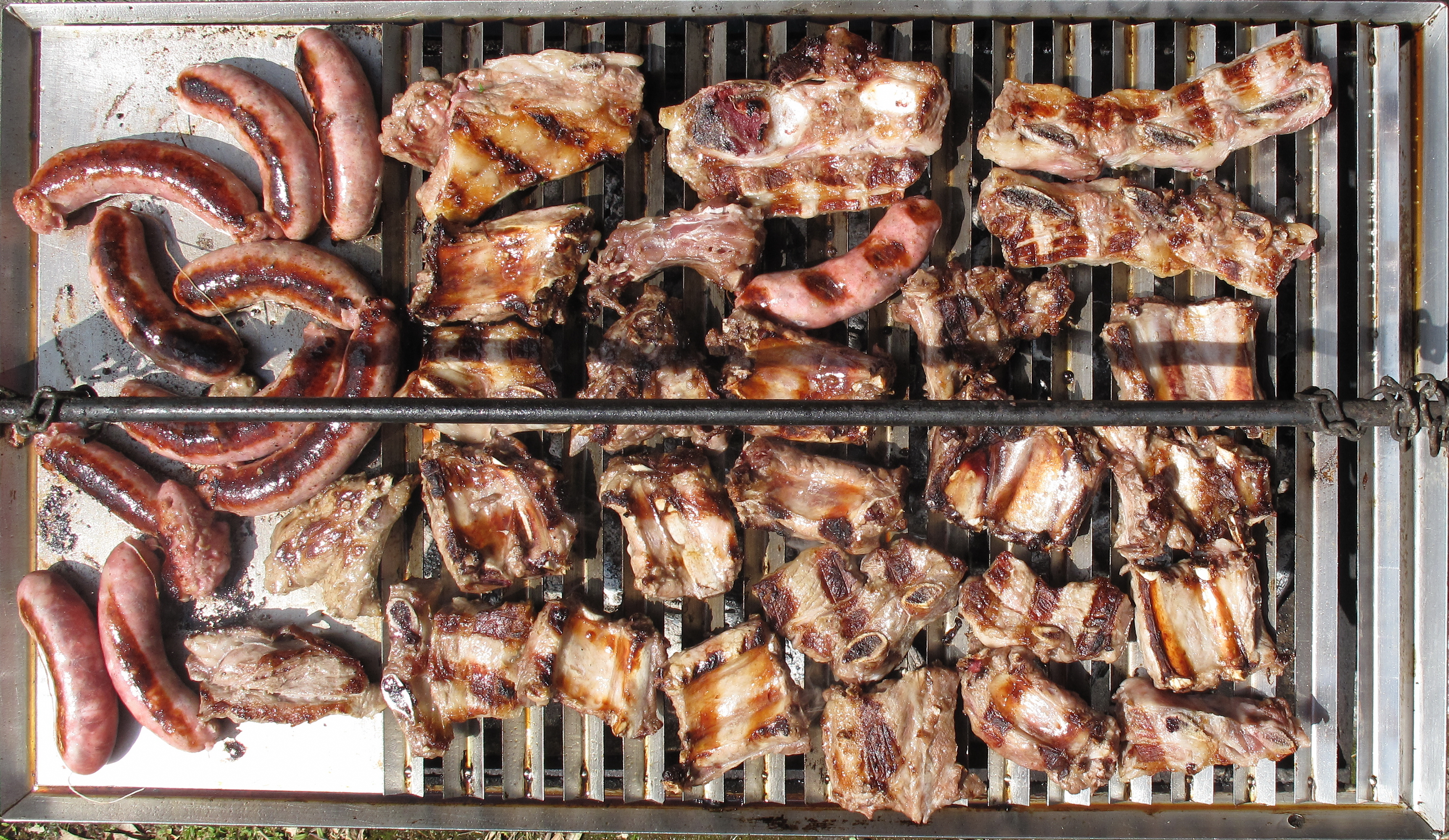
Churrasco en Galice, Espagne.

Le churrasco est fabriqué en Espagne à partir de la découpe obtenue à partir du flanc du veau coupé en croix, y compris les os cartilagineux des côtes. La Galice est connue pour son bœuf et son porc, qui sont grillés et servis avec de la salade, des pommes de terre frites et peuvent inclure la sauce traditionnelle churrasco, composée de vinaigre, d'huile d'olive, de vin blanc et de laurier, comme assaisonnement,.

### Venezuela
Au Venezuela, le churrasco Santa Bárbara est un morceau de bœuf grillé (solomo de cuerito) accompagné de fromage palmita (un type de fromage frais typique du pays) et de bananes plantains mûres rôties ou cuites au four. Il est également servi avec du yucca et du guasacaca bouillis. 